# Escuela Bancaria y Comercial
La Escuela Bancaria y Comercial (EBC) es una institución de nivel superior especializada en el ramo Económico-Financiero que fue fundada el 1 de abril de 1929 por iniciativa del entonces Presidente del Consejo del Banco de México, Manuel Gómez Morin bajo el nombre de Escuela Bancaria del Banco de México.

## Historia

### La Escuela Bancaria del Banco de México

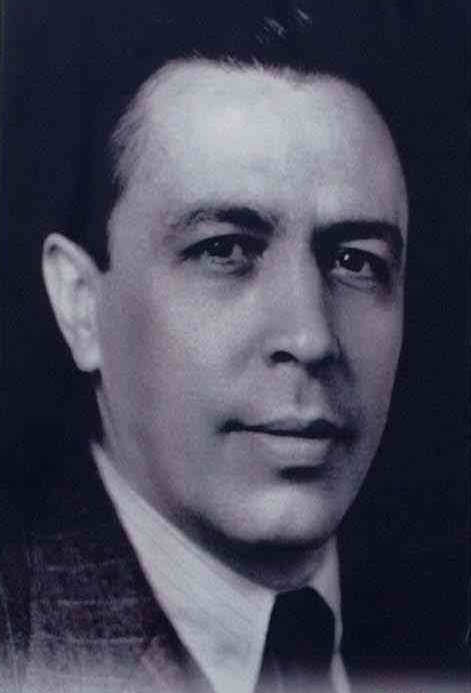
Manuel Gómez Morin, fundador de la EBC

El período postrevolucionario en México heredó un sistema financiero y bancario destrozado a causa del conflicto armado. Bajo esta situación surgió la necesidad de crear instituciones que pudieran sacar a flote el desarrollo de la nación.[cita requerida]
En un clima de angustia económica internacional, acentuado por la crisis provocada por la caída de la bolsa norteamericana de agosto de 1929, el ámbito financiero mexicano se encontraba en una situación incómoda, debido a la fuerte presencia extranjera que se ejercía a través de diferentes bancos como: el Bank of Montreal, el National City Bank, el Banco Germánico de la América del Sur, y lo que quedaba del Banco Nacional de México, con sede en París. Era evidente que se necesitaba una reforma general, sobre todo en la banca, ya que las circunstancias heredadas de la lucha revolucionaria descapitalizaron al país y afectaron considerablemente a la población civil.
Ante este panorama, por órdenes del entonces Presidente Plutarco Elías Calles, se creó el Banco de México, institución que fungiría como Banco Central. A cargo de esta empresa se designó al intelectual y banquero Manuel Gómez Morin.
El crear un sistema bancario requería de la capacitación de aquellos que se harían cargo de éste. Por tal motivo y por iniciativa de Manuel Gómez Morin y de Alberto Mascareñas, en ese entonces gerente del banco; se creó la Escuela Bancaria del Banco de México, el 10 de marzo de 1929. A la cabeza de la Escuela se designó al humanista y diplomático Agustín Loera y Chávez.

...A continuación se dio lectura al informe que rinde el Director Gerente don Alberto Mascareñas, respecto a la Escuela Bancaria creada por su iniciativa en marzo pasado, con el propósito de llegar a formas un personal apto y eficiente... concurrieron con asiduidad cerca de setenta empleados... ocho profesores regulares: los señores licenciados Manuel Gómez Morin, Eduardo Suárez, Ponciano Guerrero y Francisco González de la Vega; los contadores públicos Roberto Casas Alatriste y Tomás Vilchis; los señores Eduardo M. Butrón y David S. Ferriz; así como dos profesores extraordinarios, contador público Joaquín Ibarrola y profesor Agustín Loera y Chávez quien a la vez fungió como director de la Escuela.

Tras una exitosa labor educativa con los empleados del Banco Central, la Escuela Bancaria del Banco de México cerró sus puertas en agosto de 1932, debido a problemas internos en la labor de la Institución Financiera. En respuesta a esto, alumnos y profesores manifestaron su descontento y la necesidad de continuar con su capacitación y aprendizaje. Este fue el catalizador para que se retomara la labor ahora desde la iniciativa privada.

### Fundación de la Escuela Bancaria y Comercial
Con base en las cartas de los alumnos, el entonces director de la Escuela, Agustín Loera y Chávez, acompañado del joven catedrático de contabilidad, Alejandro Prieto Llorente; se dirigieron a la oficina de Manuel Gómez Morin (que para ese entonces había terminado su gestión como Presidente del Banco de México), para que les ayudara a redactar el acta constitutiva de la Escuela Bancaria y Comercial. Gómez Morin encabezó la lista de firmantes del acta, junto con otros dieciséis destacados personajes de la época, que además habían sido profesores de la primera Escuela. El acta constitutiva de la EBC,  firmada el 22 de agosto de 1932, incluye las rúbricas de:
| - Manuel Gómez Morin - Agustín Loera y Chávez - Miguel Palacios Macedo - Alfonso Caso - Ponciano Guerrero - Alejandro Prieto Llorente - Alfredo Chavero e Híjar - Mario Domínguez - Rafael B. Tello | - Eduardo Suárez Aránzolo - Enrique González Aparicio - Francisco González de la Vega - Roberto Casas Alatriste - Tomás Vilchis - Julio René Poulat - José Luis Osorio Mondragón - Alejandro Carrillo Marcor |

El 1 de septiembre de 1932 comenzaron las clases de la Escuela Bancaria y Comercial, en las calles de Palma 27 y Madero en el centro de la Ciudad de México. Después se reubicarían en el número 44 de Palma y Venustiano Carranza para el año de 1934, igualmente en el centro de la Ciudad de México.
Durante el breve tiempo de la transición entre el Banco de México y la Institución independiente, la Dirección General de la Escuela Bancaria y Comercial estuvo bajo la responsabilidad del C. P. Alfredo Chavero e Híjar, no obstante al estabilizarse las labores la dirección recaería de nuevo en Don Agustín Loera y Chávez.

### Los primeros años de la EBC
Para 1933 las clases ya se habían regularizado y se iniciaron las carreras de funcionario bancario, contador privado y la de secretaria taquígrafa, la EBC se construyó con el trabajo de excelentes maestros comprometidos con su labor y con su país sin perder de vista el factor humano que debe tener la docencia. Con esta ideología, fueron concebidos muchos proyectos, entre los que destacaba la creación de la Vocacional de Ciencias Sociales, que bajo un concepto muy distinto se creó tiempo después para consolidar su propio Bachillerato.

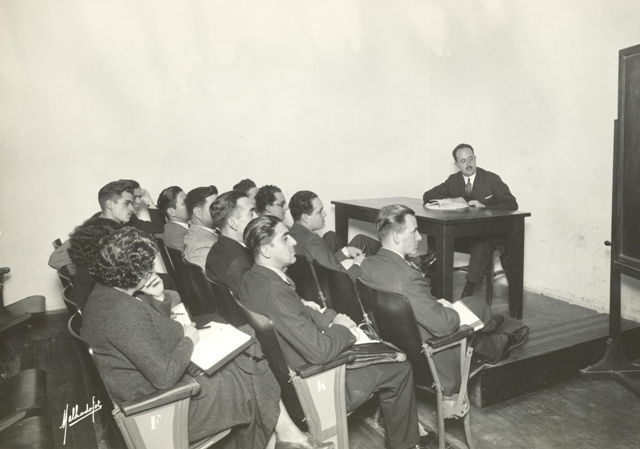
Alfredo Chavero e Híjar impartiendo cátedra en los años 30.

Durante el sexenio presidencial de Lázaro Cárdenas se llevaron a cabo importantes cambios en el sector educativo. En 1936 se realizó una reforma al artículo 3° de la Constitución que fue trascendental para la educación mexicana. Esta reforma repercutió seriamente en el sector de la enseñanza privada, ya que muchos colegios fueron cerrados por no cubrir las condiciones establecidas. El caso de la EBC fue una excepción, ya que lejos de ser suspendida, se vio favorecida en sus labores académicas.
El 11 de septiembre de 1939, el presidente Cárdenas, emitió un decreto, vigente hasta la fecha, en el que oficialmente se reconocen los estudios realizados en la EBC, para que, junto con los títulos expedidos por ella, tengan la misma validez que los de las escuelas oficiales.
El decreto establece también, que la SEP revalidará los estudios realizados en la EBC, así como los títulos expedidos por ella. En el artículo 4° de este documento, se concede a la Institución un amplio reconocimiento del que goza hasta el día de hoy, en el que se le otorga una relativa libertad para crear planes de estudio propios en sus distintas áreas académicas, siempre y cuando éstos reciban la autorización oficial.

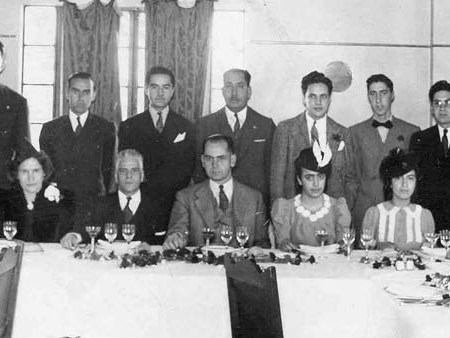
Agustín Loera y Chávez junto con Alejandro Prieto Llorente en un evento de los alumnos de la EBC en los años 40

Este decreto presidencial confirió a la EBC numerosas posibilidades dentro del ámbito académico, como poder proponer estrategias de enseñanza y programas novedosos en sus planes de estudio, situación que la llevó a la cabeza de las instituciones educativas privadas por varias décadas, lo que le permitió también, al paso del tiempo, consolidarse como el primer sistema especializado en negocios en México.
Desde entonces, la EBC continuó creciendo y ofreciendo nuevos servicios, como cursos diurnos para estudiantes y nocturnos para empleados, la carrera de contador privado y de secretaria taquígrafa. Se continuó con las lecciones por correspondencia, que posteriormente se convertirían en el Instituto de Enseñanza Abierta y con la fundación en 1939 de la Editorial Banca y Comercio, S.A., donde se publicaron libros para satisfacer las necesidades de la Escuela, tanto en la modalidad escolarizada como en el programa a distancia. Los primeros libros publicados bajo la firma Banca y Comercio fueron Principios de Contabilidad, Sistemas de Contabilidad y Contabilidad Superior escritos por Alejandro Prieto Llorente, quien sería, años más tarde director general de la EBC.

### Cronología
1929
- Don Manuel Gómez Morin encabeza la formación de la Escuela Bancaria del Banco de México.
- Agustín Loera y Chávez asume la dirección.

1930

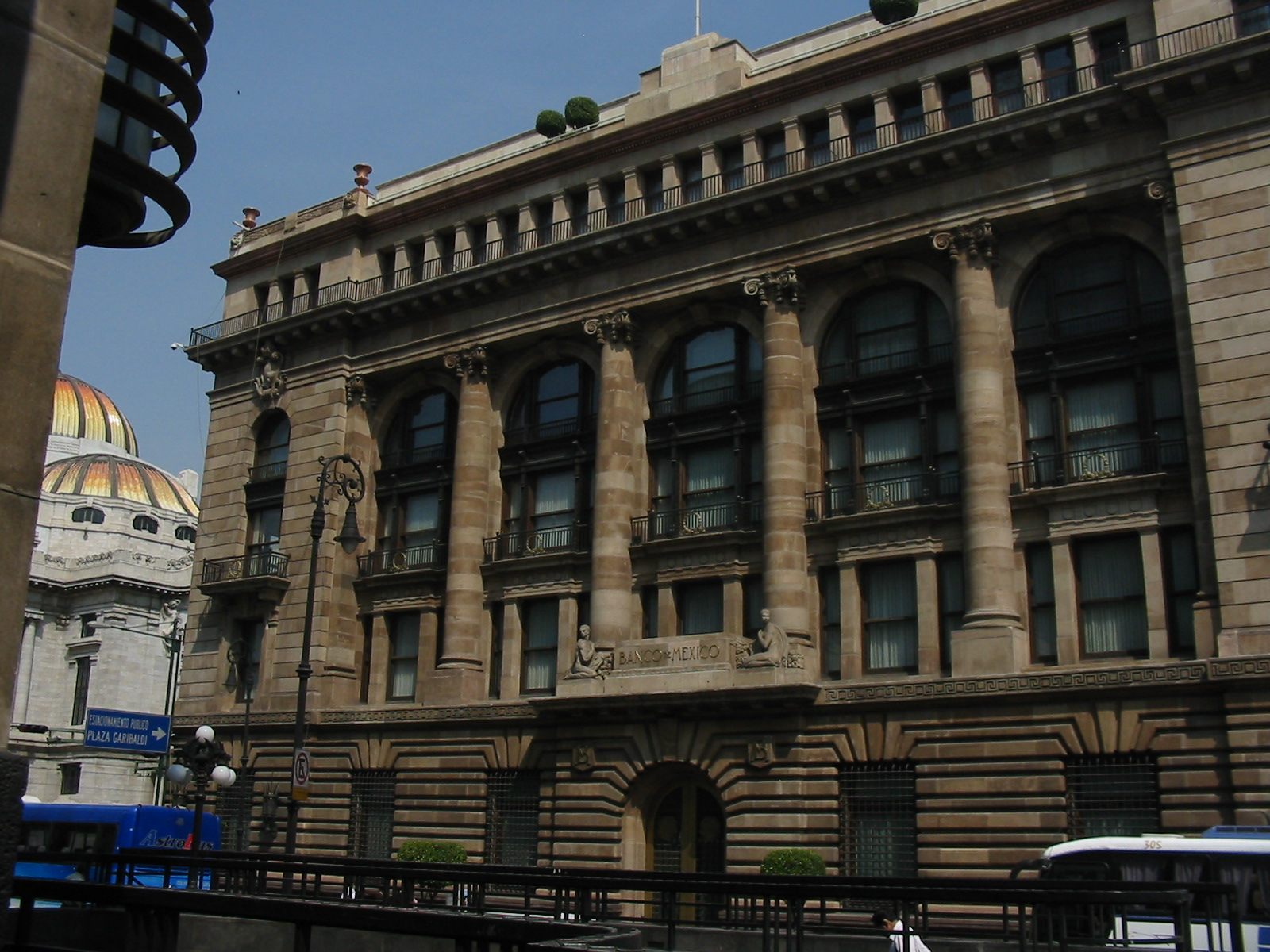
Imagen actual del Edificio sede del Banco de México

- Se incorporan a la planta de profesores Miguel Palacios Macedo, los contadores Alejandro Prieto Llorente, Alfredo Chavero e Híjar, Julio René Poulat, entre otros.

1931
- La Dirección del Banco de México decide que las clases se impartan en todas las sucursales del banco en la República Mexicana mediante el sistema de enseñanza por correspondencia.

1932
- Por problemas internos en la Institución Financiera, la Secretaría de Hacienda y Crédito Público suspende las labores de la Escuela Bancaria del Banco de México.
- Se firma la escritura constitutiva de la Escuela Bancaria y Comercial, con clases orales y cursos a distancia.
- Se dan inicio las operaciones para el público en general el 1 de septiembre, en el edificio de Palma 29.
- Por un breve período Don Alfredo Chavero e Híjar asume las riendas de la Escuela. Posteriormente Agustín Loera y Chávez retoma el puesto de director general.

1933
- Se abren los cursos diurnos para estudiantes y nocturnos para empleados, y se inician las carreras de Contador Privado y Secretaria Taquígrafa.

1934

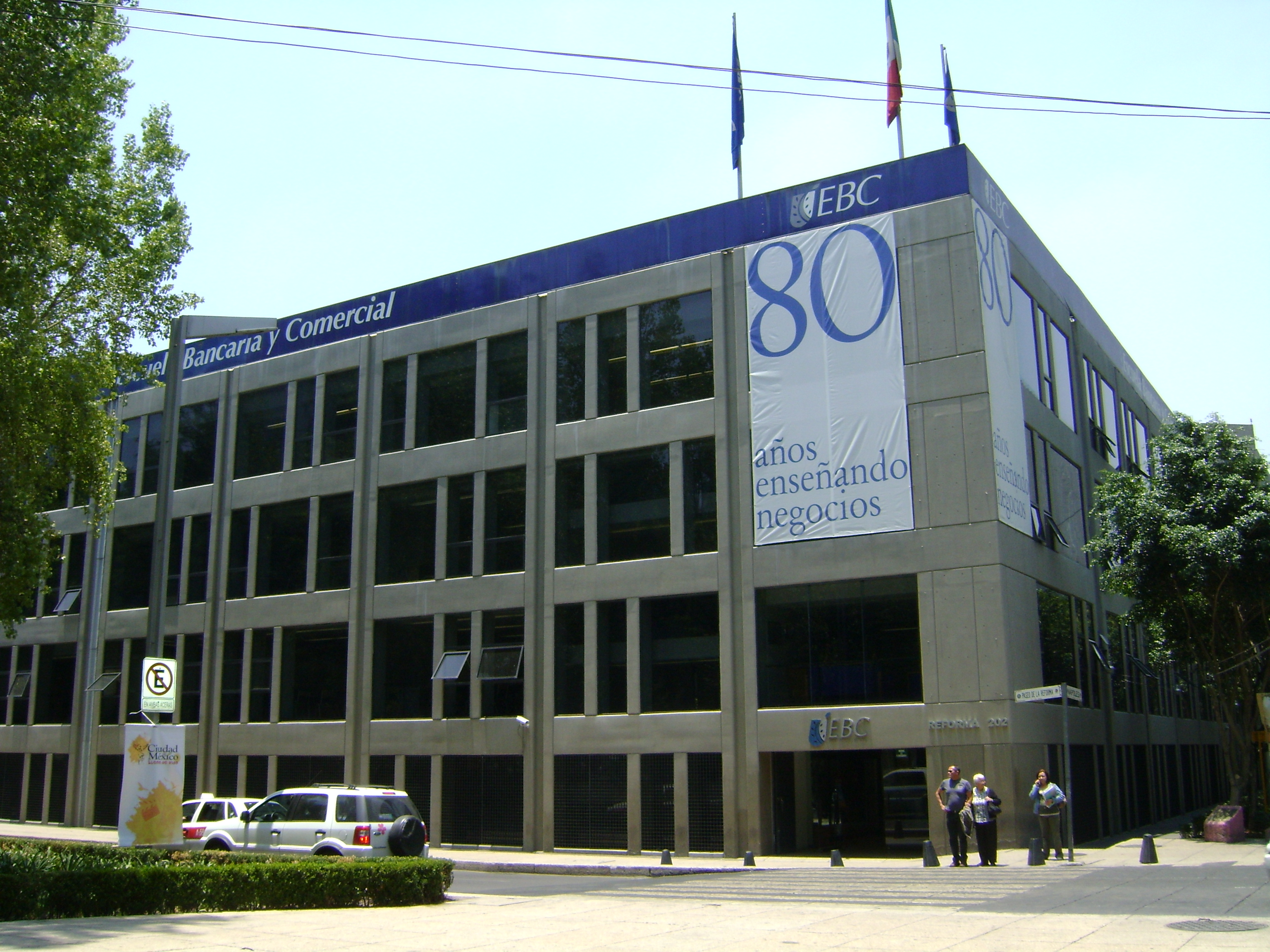
Plantel de la EBC ubicado sobre Paseo de la Reforma

- La Escuela Bancaria y Comercial se reubica en el número 44 de Palma y Venustiano Carranza, en el famoso Edificio Thermidor.

1939
- El General Lázaro Cárdenas del Río expide un decreto de reconocimiento oficial a los estudios de la EBC.
- Don Alejandro Prieto Llorente, como consejero de la Escuela Bancaria y Comercial, crea la carrera de Contador Público.

1942
- La Escuela Bancaria y Comercial inaugura sus instalaciones de Paseo de la Reforma 202.

1944
- Todas las actividades de la EBC se concentran el Campus Reforma.

1961
- El 10 de marzo fallece Don Agustín Loera y Chávez, en su lugar asume la Dirección General Don Alejandro Prieto Llorente.

1968
- Se establecen las Licenciaturas en Ciencias Administrativas y Banca y Finanzas; de igual manera se renuevan los planes de estudio de las carreras establecidas.

1975
- Se reconoce oficialmente al Departamento de Enseñanza por Correspondencia.

1978
- La Secretaría de Educación Pública otorga el reconocimiento oficial a las Licenciaturas de Ciencias Administrativas y Banca y Finanzas.

1979
- Se amplían las instalaciones del Campus Reforma con el edificio de Insurgentes 17.

1981
- La SEP otorga a la EBC reconocimiento oficial de los estudios de Enseñanza Abierta (IDEA, para las carreras profesionales de Contaduría Pública, Ciencias Administrativas y Banca y Finanzas.

1982
- La Secretaría de Educación Pública reconoce oficialmente los estudios de bachillerato en la EBC.

1984
- La Escuela Bancaria y Comercial se convierte en Sociedad Civil.

1989
- La Escuela se adhiere a la Organización del Bachillerato Internacional.

1990
- Se ofrecen los primeros estudios de diplomado en la EBC.

1991
- El C. P. C. Javier Prieto Sierra asume la Dirección General de la EBC.

1993
- Se incorporan las Maestrías a los planes de estudio.

1994

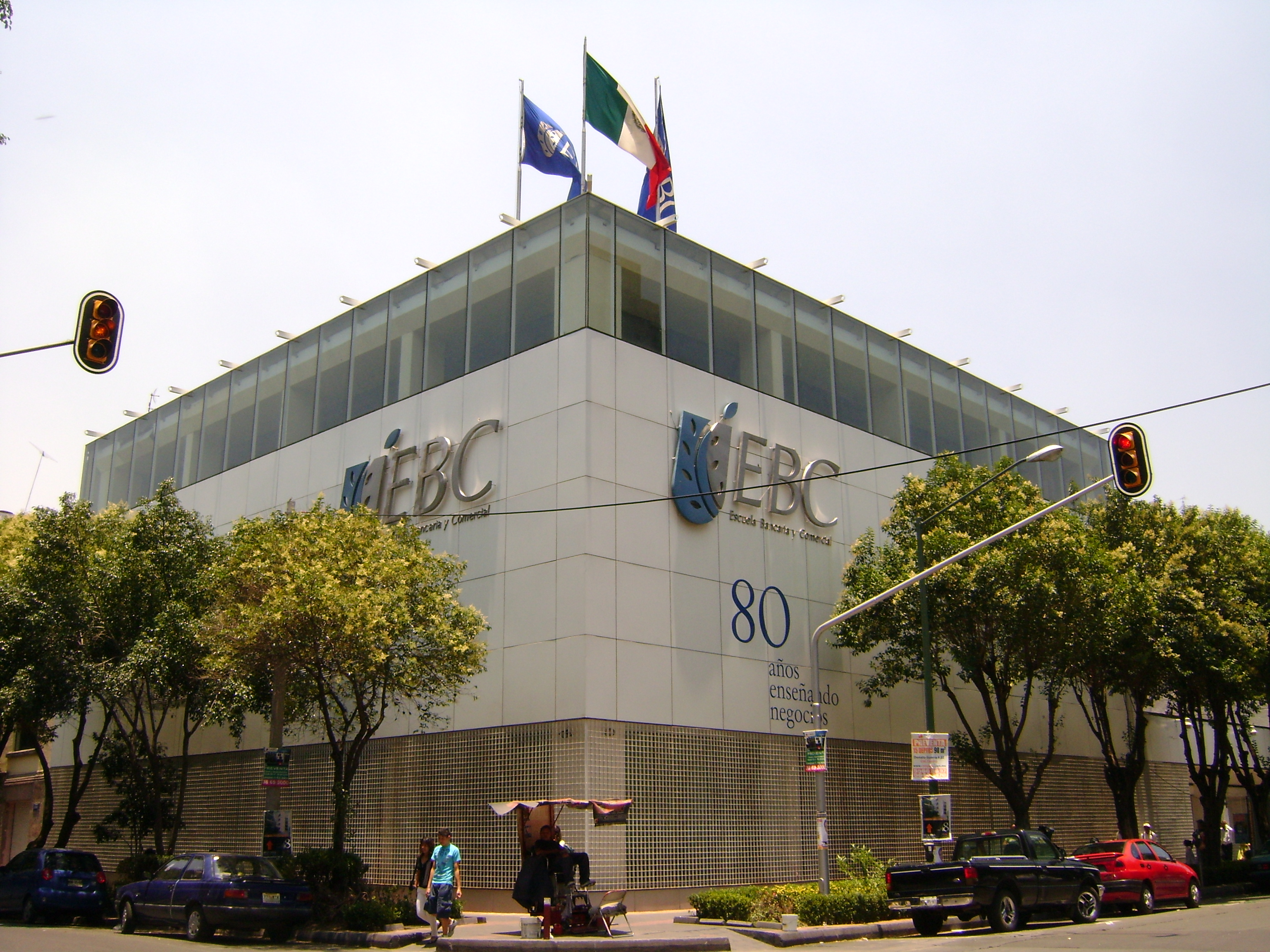
Plantel de la EBC ubicado sobre la calle de Liverpool

- Se inauguran los Campus Liverpool y Chiapas

1995
- Se firma el primer convenio internacional y se inauguran las nuevas instalaciones del Campus Reforma.

2003
- La EBC obtiene la Certificación ISO 9000 versión 2000 en la elaboración de programas de estudio.
- La EBC recibe la acreditación de la Federación de Instituciones Mexicanas Particulares de Educación Superior (FIMPES)
- Se inaugura el Campus Dinamarca.

2005
- Se inaugura el Campus Tlalnepantla

2006

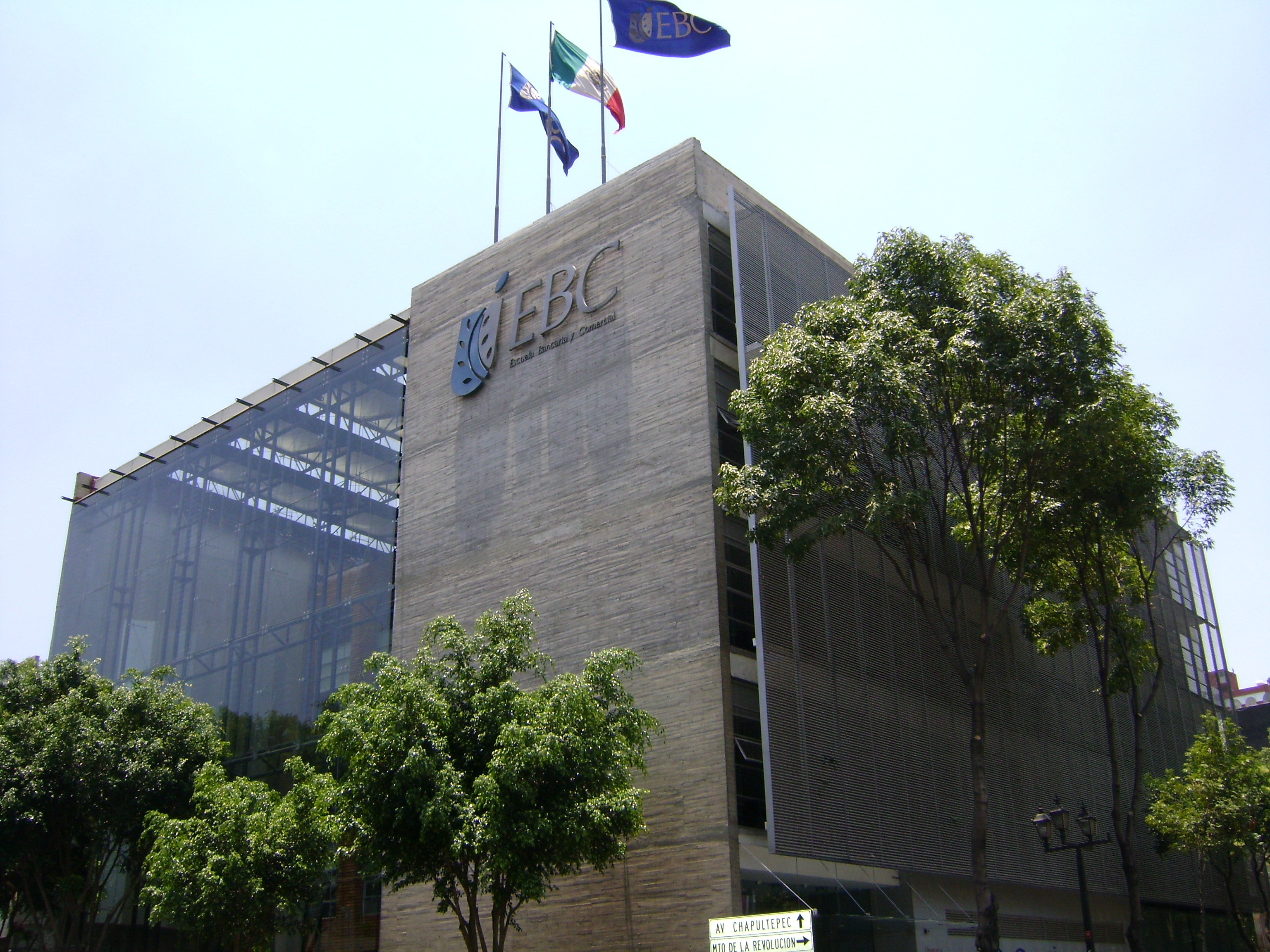
Plantel de la EBC ubicado sobre la calle de Dinamarca

- La EBC recibe del entonces Secretario de Educación Pública, Reyes Tamez, el reconocimiento que de Excelencia Académica.

2007
- Se inaugura el Hotel EBC-CityExpress y el Campus Toluca
- La Institución recibe de FIMPES el reconocimiento "Lisa y Llana", máximo reconocimiento dado por esta institución.

2008
- La EBC ratifica su reconocimiento de Excelencia Académica, ahora bajo la gestión de Josefina Vázquez Mota.
- Se funda el Archivo Histórico y el MuseoEBC a fin de recopilar la información histórica del período fundacional de la Escuela así como el de las instituciones afines.

2009
- El Archivo Histórico de la Escuela Bancaria y Comercial es certificado por el Archivo General de la Nación e inscrito en el Registro Nacional de Archivos
- Se inaugura el Campus Querétaro.
- La EBC recibe el distintivo de Empresa Socialmente Responsable

2010
- Lanzamiento de la Licenciatura en Administración de Negocios de Comunicación y Entretenimiento

2011
- Se inaugura el campus León

2013
- Se inaugura el campus San Luis Potosí

2015
- Se estrena la sede de la Rectoría, en el palacete porfiriano de Marsella 44
- Se inaugura el campus Pachuca

2017
- Se inaugurara el campus Ciudad de México,antes con sede en Campus Reforma
- Se inaugura el campus Guadalajara

## Rectores
El rector (antes llamado director general) es la máxima autoridad dentro de la Institución y es aquel que decidirá sobre la administración de la Escuela Bancaria y Comercial así como de las actividades académicas que se le encomienden y establezcan.

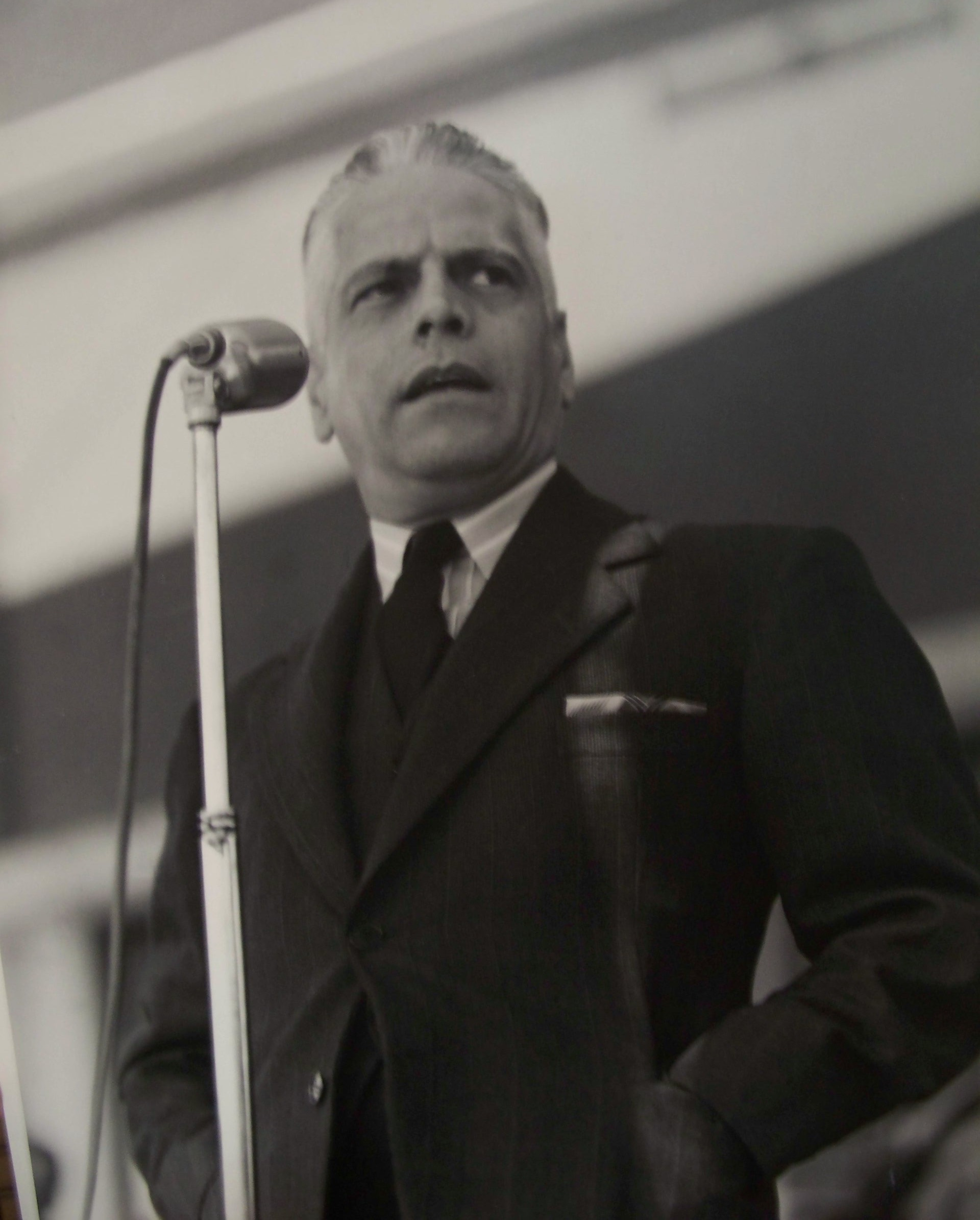
Agustín Loera y Chávez, primer rector de la EBC

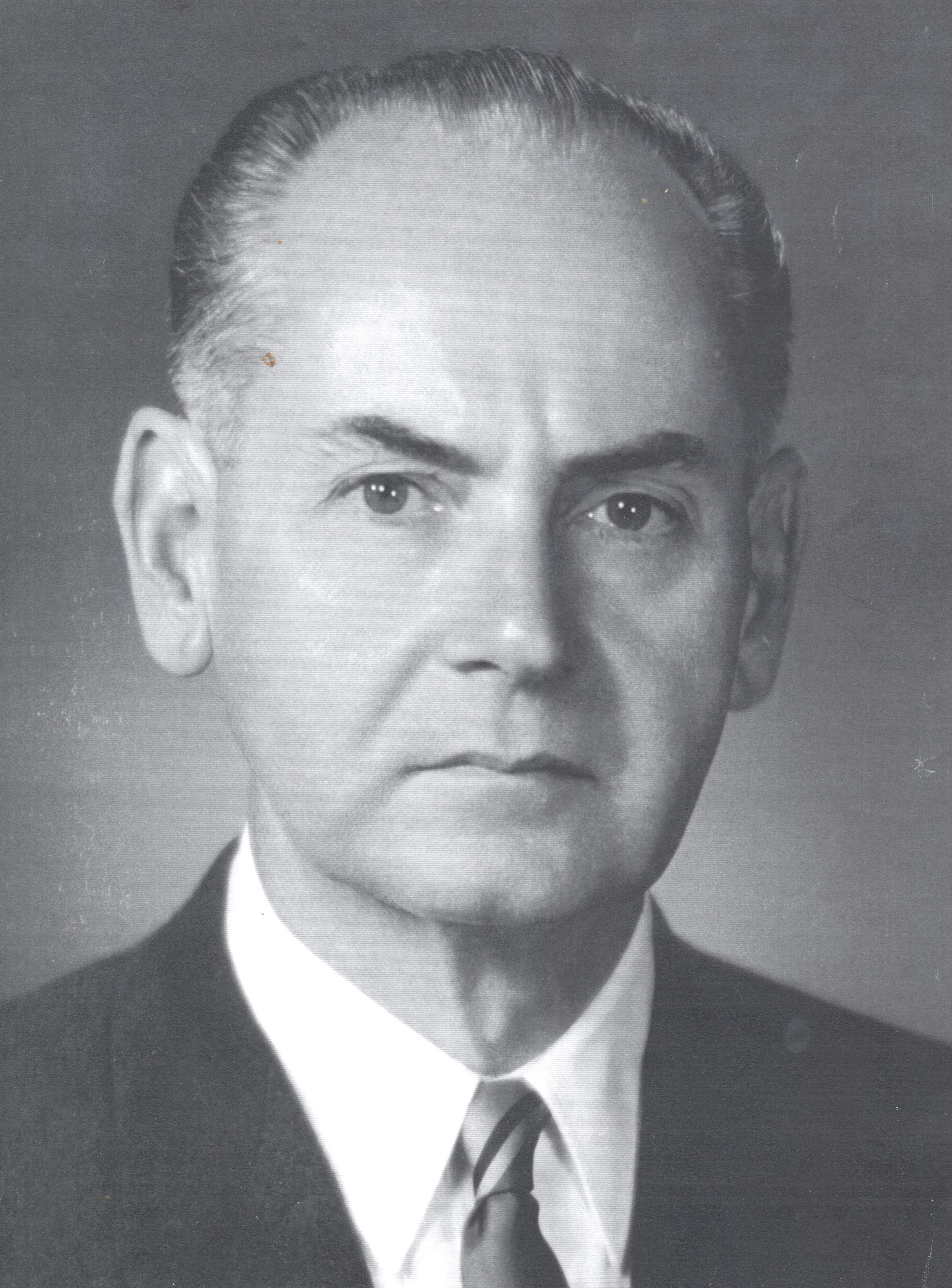
Alejandro Prieto Llorente, tercer rector de la EBC

- Agustín Loera y Chávez (1929-1932) (1932-1961)
- Alfredo Chavero e Híjar (1932) (Durante un breve tiempo entre la transición del Banco de México al sector privado)
- Alejandro Prieto Llorente (1961-1991) (De 1991 hasta su fallecimiento en 2007 fungió como Presidente del Consejo Académico)
- Javier Prieto Sierra (1991- 2014)
- Carlos Prieto Sierra (Rector) (2014 - 2024*)
- Diego Prieto Barbachano (Rector) (2024 - *)

## Campus
Desde sus inicios en la Biblioteca del Banco de México hasta su reciente expansión, la Escuela Bancaria y Comercial ha tenido diferentes sedes y Campus. La Institución permaneció en esa sede hasta la separación del Banco en 1932.

### Sedes históricas
- Banco de México: La Escuela Bancaria del Banco de México, tras su fundación en 1929 se alojó en la Biblioteca del Edificio, ubicado en el Centro Histórico de la Ciudad de México.

- Palma y Madero: Cuando la EBC abrió sus puertas al público en general, se reorganizó en un local ubicado en las calles de Palma y Madero, en el centro de la ciudad. Permaneció allí de 1932 a 1934.

- Edificio Thermidor: El edificio ubicado en las calles de Palma y Venustiano Carranza es de un característico estilo Art deco, siendo la sede principal de los cursos orales de la EBC de 1934 a 1942, y de 1942 a 1944 exclusivamente de los cursos por correspondencia. Actualmente este edificio es sede de una famosa cadena internacional de hoteles.

- Internado Lomas de Chapultepec: La EBC jugó un papel interesante durante la Segunda Guerra Mundial a través de su Internado, ubicado en las Lomas de Chapultepec. Mucha de la población de este edificio era de origen europeo, debido a los acontecimientos bélicos de la época. El internado fungió como sede alterna del Edificio Thermidor, y permaneció en funcionamiento hasta mediados de la época de los cuarenta.

- Campus Reforma: Localizado en Paseo de la Reforma, fue fundado en 1942 y desde 1944 hasta 2017 fue la sede principal de la EBC. Su arquitectura en un principio estaba marcada por una fachada de tezontle y por la leyenda "Escuela Bancaria y Comercial" en tipografía Art deco. En 1979 las instalaciones se ampliaron hacia la calle de Insurgentes y en 1983 se anexa otro edificio en la calle de Nápoles. Tras la remodelación del edificio original en la década de los noventa, su construcción es moderna y adecuada a los servicios que en su momento prestó: los de Licenciatura y Carreras Ejecutivas.

### Campus actuales
- Ciudad de México: Inaugurado en 2018, la Escuela Bancaria y Comercial construyó nuevas instalaciones adecuadas a las nuevas tendencias y conforme a las necesidades de sus estudiantes. Este nuevo edificio se encuentra ubicado en el número 54 de la calle Liverpool, a dos cuadras de Campus Dinamarca.

- Marsella 44: En el 2012, la Escuela Bancaria y Comercial adquirió esta casona de la época porfiriana, y la remodeló, y desde junio de 2015 es la sede de la Rectoría del Sistema.

- Chiapas: Ubicado en una la zona industrial y de negocios de Tuxtla Gutiérrez, el Campus Chiapas fue fundado en 1994. En este Campus se imparten Licenciaturas y Educación Continua.

- Dinamarca: En la colonia Juárez de la Ciudad de México se encuentra la "Escuela de Graduados" de la EBC, la cual aloja los estudios de Postgrado y Educación Continua. Fue fundado en 2003.

- Tlalnepantla: En 2005 se inauguró el primer Campus de la EBC en el Estado de México. Éste se localiza en una zona industrial y de alto crecimiento en el área Metropolitana del Valle de México. Aloja estudios de Licenciatura y Educación Continua.

- Toluca: Fundado en 2007, el Campus Toluca posee varias distinciones a su arquitectura, la cual, al igual que las de los Campus Tlalnepantla, Dinamarca y Querétaro; fue planeada por el despacho Sánchez Arquitectos y Asociados.[6] Tiene una capacidad para 2,000 estudiantes y más de 2,000 metros cuadrados de espacio.

- EBC En Línea: Antes llamado "Campus Virtual", es la plataforma tecnológica que permite la educación a distancia en la EBC y cuyo antecedente es la "Escuela por Correspondencia" fundada desde la época que inició la Escuela Bancaria del Banco de México en 1931.

- Querétaro: El 28 de agosto de 2009 se inauguró campus Querétaro. Conserva la línea EBC y se adapta a las características de su entorno. Con estrictas normas de calidad, contribuye a la comunidad con una planta de tratamiento de agua que abastece a la zona.

- Empresa: La EBC crea programas específicos de formación profesional de licenciaturas y/o posgrados para cubrir las necesidades de capacitación y desarrollo del recurso más importante; sus empleados. Es por ello que en conjunto con la empresa se diseñan estos programas a partir de un análisis exhaustivo que detecta las áreas en las cuales sus empleados deben obtener mejores conocimientos y así contribuir a potencializar a cada área de la organización. Dichos programas cuenta con el Reconocimiento de Validez Oficial de Estudios (RVOE)

- León: Fundado en 2011, se encuentra en el bajío de la República, ubicado en una de las zonas más privilegiadas de la ciudad. De fácil acceso y con todos los servicios necesarios para la formación y desarrollo profesional de los estudiantes.

- San Luis: Fundado en 2013, se encuentra en el centro norte de la República, ubicado la capital del Estado de San Luis Potosí.

- Pachuca: Inaugurado en 2015, es el primer Centro de Profesionalización en el que se imparten exclusivamente Carreras Ejecutivas.

- Mérida: Campus Fundado en agosto de 2016. está en crecimiento su actual campus, por lo tanto inaugurarán su segundo campus y está programado para 2020. Cuenta con la certificación completa Accreditation Council for Business Schools and Programs (ACBSP)
- Guadalajara: Campus Fundado en 2017

Empresas con las cuales se han creado alianzas para generar su propia Universidad Corporativa: Ixe, CMR y Aserta

## Exalumnos distinguidos
Cada año, la EBC ha reconocido de manera especial a los exalumnos que han destacado exitosamente en su trayectoria profesional y personal.
- Antonio del Valle Ruiz (1998) Banquero y empresario en el sector petroquímico. Fue creador del Grupo Financiero Bital y actualmente funge como Presidente del Consejo Administración de Mexichem.
- Roberto Servitje Sendra: (1999) Empresario del sector alimenticio. Actualmente es Presidente del Consejo de Administración de Grupo Bimbo, empresa la cual fundó.
- Alfonso Ferreira León: (2000) Destacado hombre de negocios. Actualmente es Socio de la Compañía Asesoría Patrimonial Profesional S. C.
- Jaime del Valle Noriega: (2001) Contador reconocido. Actualmente es Presidente del Consejo de la firma de Contadores Públicos Del Valle, Padilla, Álvarez, S. C. que representa para fines internacionales a la firma RSM International.
- Carlos García Sabaté: (2002) Destacado contador. Actualmente es socio director del Despacho García Sabaté, Castañeda, Navarrete, S. C.; fundado el 1° de mayo de 1955; es miembro del Instituto Mexicano de Contadores Públicos, A. C.; y del Colegio de Contadores Públicos de México, A. C., desde 1959.
- José Humberto Gutiérrez Olvera Zubizarreta (2003). Destacado hombre de negocios en el sector industrial. Director general de Grupo Carso S.A. de C. V. y de Grupo Condumex S.A. de C. V.
- Enrique Germán Osorno Heinze (2004). En 1964 se incorporó a PricewaterhouseCoopers, donde ocupó diferentes puestos ejecutivos hasta llegar a ser Socio Director, función que culminó el 20 de junio de 2004.
- Arsenio Díaz Escalante (2005). Se ha distinguido como directivo en áreas financieras en el sector privado y público, en este último como director general de Fonacot.
- Víctor Keller Kaplanska (2006) Fundador de dos importantes firmas contables. Obtuvo el cargo de Presidente del Comité Ejecutivo del Colegio de Contadores Públicos de México A.C. para el periodo 2006 a 2008.
- Nicolás Humberto Cuéllar Romo (2007). Reconocido académico. Funge actualmente como Vicerrector de la Escuela Bancaria y Comercial.
- Lino de Prado Sampedro (2008). Presidente del Consejo de Administración de Zara México.
- Carlos Kasuga Osaka (2009). Presidente de los Consejos Directivos de Yakult México y Distribuidora Kay S.A. de C.V.
- Guillermo García Naranjo Álvarez (2010). Socio y director general de KPMG México.
- José Luis Carmona Nava (2012). Exvicepresidente de Planeación Estratégica en The Coca Cola Company, México y Latinoamérica.
- Óscar Von Hauske Solís (2013). Director general de Telmex Internacional.
- Benito Yamazaki Endo (2014). Presidente del Consejo de Administración de Deloitte México.
- Patricia González Tirado (2015). Socia Líder del Sistema Financiero en Impuestos de PricewaterhouseCoopers.
- Mizael Zavala alias Miza (2018). Director Casa de la juventud.
- Juan Manuel Cárdenas López (2017). Socio Decano en PricewaterhouseCoopers. A cargo del área normativa coordinando las áreas Técnica: relacionada con Normas Nacionales e Internacionales de Información Financiera
- Hector Cárdenas Lopez (2015). Subdirector Fiscal Nestlé México

## Distinciones
1. Decreto Presidencial de 1939.
2. Excelencia Académica por parte de la SEP
3. Reconocimiento con Institución "Lisa y Llana" por parte de FIMPES

## Oferta educativa

### Carreras profesionales
La institución contempla ocho Licenciaturas en el ramo administrativo:
1. Administración
2. Administración de Negocios de Comunicación y Entretenimiento
3. Administración de Negocios de Turismo y Hospitalidad
4. Contaduría Pública
5. Comercio y Negocios Internacionales
6. Finanzas y Banca
7. Mercadotecnia
8. Derecho

Licenciaturas Ejecutivas
1. Administración y Comercialización
2. Contabilidad y Finanzas
3. Negocios
4. Programación y Transformación Digital

### Postgrado
Maestría en Alta Dirección, con áreas de concentración en:
1. Finanzas
2. Tecnología
3. Capital Humano

Maestría en Dirección Financiera
Especialidad en Impuestos

### Educación Continua
Se refiere a los cursos, talleres, diplomados y actualizaciones que ofrece la Institución.
De igual manera (y como parte de su tradición en el Banco de México) genera programas de estudios específicos para algunas organizaciones públicas o privadas.